# ラザフォード郡 (ノースカロライナ州)
ラザフォード郡（英: Rutherford County）は、アメリカ合衆国ノースカロライナ州の西部に位置する郡である。2010年国勢調査での人口は67,810人であり、2000年の62,899人から7.8%増加した。郡庁所在地はラザフォードトン町（人口4,213人）であり、同郡で人口最大の町はフォレストシティ町（人口7,476人）である。

## 歴史
ラザフォード郡は1779年にトライアン郡（現在は廃郡）の西部が分離して設立された。郡名は1776年にチェロキー族インディアンに対する遠征隊を率い、アメリカ独立戦争の将軍だったグリフィス・ラザフォードに因んで名付けられた。
1791年、郡の一部とバーク郡の一部を合わせてバンコム郡が設立された。1841年、リンカーン郡の一部とラザフォード郡の一部を合わせてクリーブランド郡を作った。1842年、さらにラザフォード郡の一部とバーク郡の一部を合わせてマクドウェル郡を創設した。最後は1855年、ラザフォード郡とヘンダーソン郡のそれぞれ一部を合わせ、ポーク郡を設立した。

## 地理
アメリカ合衆国国勢調査局に拠れば、郡域全面積は566平方マイル (1,466 km2)であり、このうち陸地564平方マイル (1,461 km2)、水域は2平方マイル 5 km2)で水域率は0.31%である。

### 郡区
ラザフォード郡は15の郡区に分割されている。キャンプクリーク、クリフサイド、チムニーロック、コルファクス、クールスプリング、ダンカンズクリーク、ジルキー、ゴールデンバレー、グリーンヒル、ハイショールズ、ローガンストア、モーガン、ラザフォードトン、サルファースプリングス、ユニオンの各郡区である。

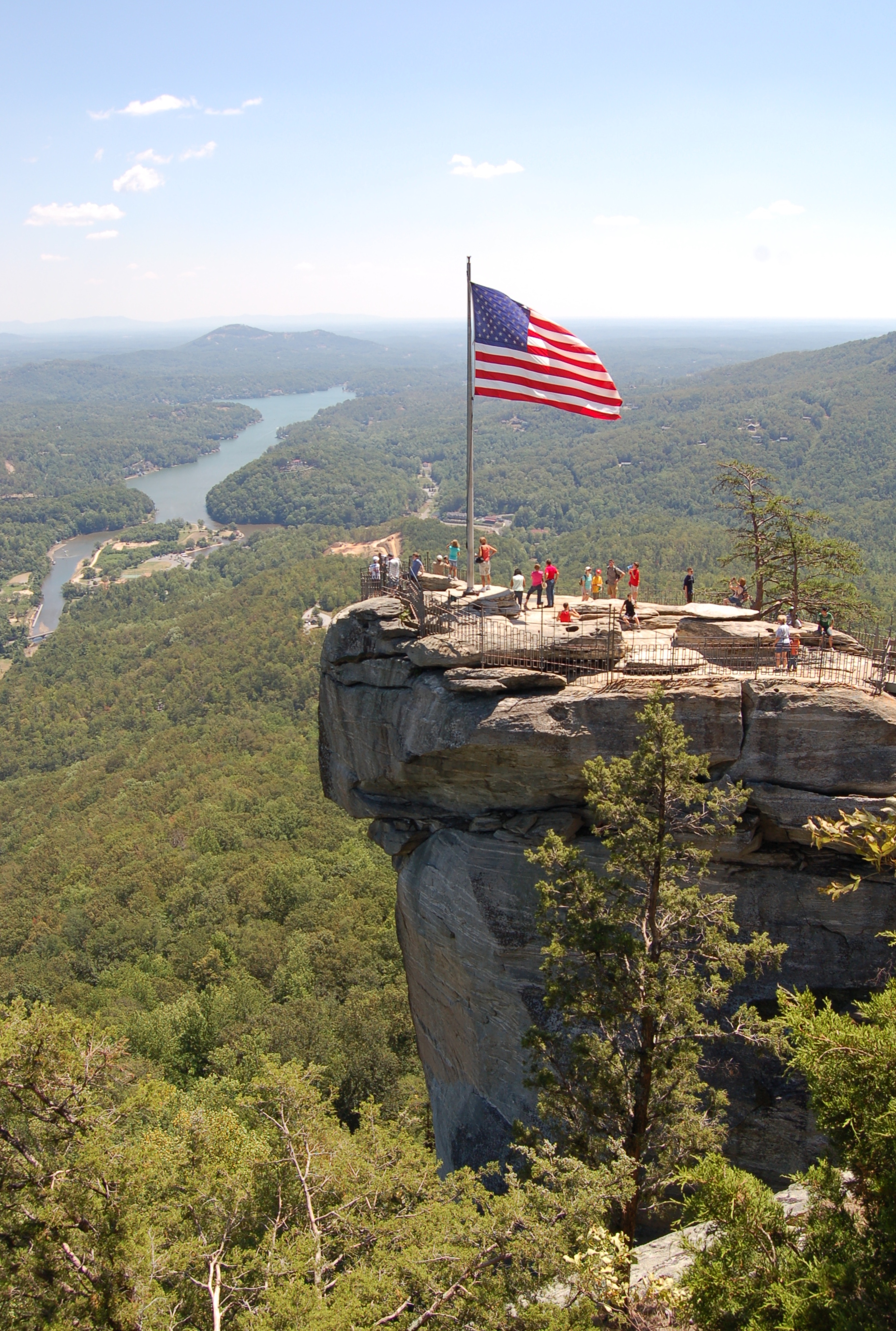
チムニーロック州立公園

### 主要高規格道路
- アメリカ国道64号線
- アメリカ国道74号線
- アメリカ国道74A号線
- アメリカ国道221号線
- ノースカロライナ州道9号線
- ノースカロライナ州道108号線
- ノースカロライナ州道120号線
- ノースカロライナ州道226号線

### 隣接する郡
- マクドウェル郡 - 北
- バーク郡 - 北北東
- クリーブランド郡 - 東
- チェロキー郡 (サウスカロライナ州) - 南南東
- スパータンバーグ郡 (サウスカロライナ州) - 南南西
- ポーク郡 - 南西
- ヘンダーソン郡 - 西
- バンコム郡 - 北西

## 人口動態
以下は2000年国勢調査による人口統計データである。
| 基礎データ - 人口: 62,899人 - 世帯数: 25,191 世帯 - 家族数: 17,935 家族 - 人口密度: 43人/km2（112人/mi2） - 住居数: 29,535軒 - 住居密度: 20軒/km2（52軒/mi2） 人種別人口構成 - 白人: 86.79% - アフリカン・アメリカン: 11.23% - ネイティブ・アメリカン: 0.20% - アジア人: 0.22% - 太平洋諸島系: 0.03% - その他の人種: 0.67% - 混血: 0.74% - ヒスパニック・ラテン系: 1.81% | 年齢別人口構成 - 18歳未満: 23.8% - 18-24歳: 8.0% - 25-44歳: 27.9% - 45-64歳: 24.3% - 65歳以上: 16.0% - 年齢の中央値: 38歳 - 性比（女性100人あたり男性の人口） - 総人口: 93.0 - 18歳以上: 89.6 世帯と家族（対世帯数） - 18歳未満の子供がいる: 30.0% - 結婚・同居している夫婦: 55.4% - 未婚・離婚・死別女性が世帯主: 11.7% - 非家族世帯: 28.8% - 単身世帯: 25.5% - 65歳以上の老人1人暮らし: 11.1% - 平均構成人数 - 世帯: 2.44人 - 家族: 2.90人 | 収入と家計 - 収入の中央値 - 世帯: 31,122米ドル - 家族: 37,787米ドル - 性別 - 男性: 28,890米ドル - 女性: 21,489米ドル - 人口1人あたり収入: 16,270米ドル - 貧困線以下 - 対人口: 13.9% - 対家族数: 10.4% - 18歳未満: 18.3% - 65歳以上: 13.8% |

## 都市と町

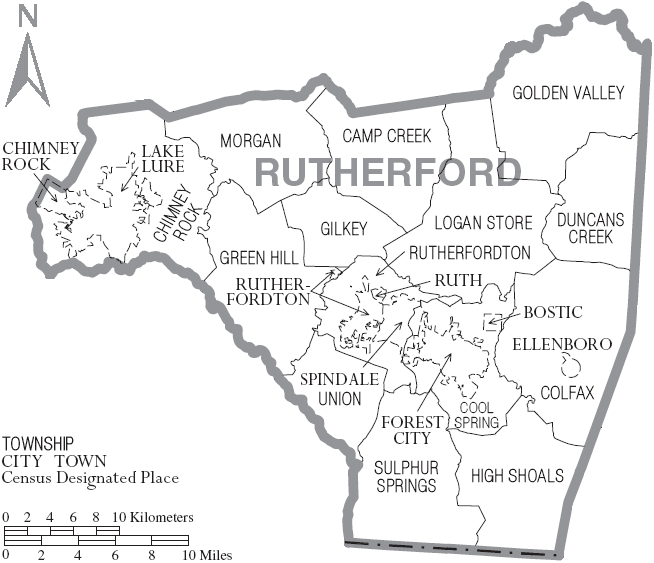
ラザフォード郡の自治体と郡区

| - アレクサンダーミルズ（フォレストシティと合併） - ボスティック - チムニーロック - エレンボロ - フォレストシティ - レイクルア - ルース | - ラザフォードトン - 郡庁所在地 - スピンデール - ハリス - キャロリーン - ユニオンミルズ - ムーアズボロ - クリフサイド |

## 経済
2010年、ラザフォード郡はFacebookが4億5,000万米ドルを掛けて新設するデータセンターの場所に選ばれた 。
ホースヘッド・コーポレーションが、郡内フォレストシティ近くに新しく亜鉛など種々の金属を製造する最新式設備を建設すると発表した。